# Liparetrus triangulatus
Liparetrus triangulatus är en skalbaggsart som beskrevs av Britton 1959. Liparetrus triangulatus ingår i släktet Liparetrus och familjen Melolonthidae. Inga underarter finns listade i Catalogue of Life.